# Firelord (videogioco)
Firelord è un videogioco di avventura dinamica fantasy pubblicato nel 1986 per Amstrad CPC, Commodore 64 e ZX Spectrum dalla Hewson. 

## Trama
Il gioco si svolge in un regno medievale chiamato Torot, composto da boschi e villaggi. Una regina malefica si è impadronita della Pietra del Fuoco e ha maledetto il territorio con apparizioni di fiamme e spettri che vagano per le strade. Il protagonista è Sir Galaheart che, a piedi e inizialmente disarmato, deve trovare quattro amuleti dell'eterna giovinezza da dare alla regina in cambio della pietra, così da poterla rimettere al suo posto e riportare la pace. Al sicuro dentro gli edifici ci sono molti altri personaggi con cui Galaheart può commerciare.

## Modalità di gioco
Il giocatore controlla Galaheart e deve esplorare un ambiente a labirinto molto grande, formato da centinaia di schermate interconnesse. Personaggi ed elementi del paesaggio sono disegnati con visuale di lato, ma i movimenti sono liberi in tutte le direzioni e si può cambiare schermata anche uscendo dall'alto o dal basso.
Le decorazioni di boschi e case circostanti sono dettagliate, ma i personaggi sono monocromatici e si muovono su fondo nero (solo Galaheart su Commodore 64 ha qualche colore in più).
Per le strade compaiono vari tipi di nemici che sottraggono energia a Galaheart se lo toccano. L'energia è ricaricabile raccogliendo cibo, e si dispone di più vite. Oltre a schivare i nemici c'è la possibilità di sparare palle di fuoco per eliminarli, ma solo dopo aver trovato un apposito cristallo incantato che carica l'energia limitata dell'arma.
Entrando nei numerosi edifici si può interagire con i proprietari: contadini, erboristi, streghe, maghi, cavalieri, vecchi saggi, vescovi, e la stessa regina. La schermata all'interno mostra il volto dell'abitante, gli oggetti da lui posseduti e quelli posseduti da Galaheart. Tramite un cursore si possono selezionare gli oggetti e proporre baratti che l'altro personaggio può accettare o meno. In tal modo si possono ottenere anche informazioni, energia e altri servizi.
In alternativa c'è un'icona che permette di tentare il furto. Galaheart può rubare gli oggetti, ma se casualmente viene scoperto, è sottoposto a un processo: un cursore si alterna molto rapidamente tra "colpevole" e "innocente" e per tre volte bisogna fermarlo al momento giusto su innocente, pena la perdita di una vita.